# Азербејџан на Дечјој песми Евровизије
Азербејџан' је дебитовао на десетом издању Дечје песме Евровизије, која се одржала у Амстердаму, Холандија. Држава је 2008. планирала свој деби, али се повукла у октобру исте године.

## Представници
| Година    | Извођач(и)       | Песма                           | Пласман          | Поени            |
| --------- | ---------------- | ------------------------------- | ---------------- | ---------------- |
| 2012      | Omar & Suada     | Girls and Boys (Dünya Sənindir) | 11               | 49               |
| 2013      | Rustam Karimov   | Me and My Guitar                | 7                | 66               |
| 2014–2017 | Није учествовала | Није учествовала                | Није учествовала | Није учествовала |
| 2018      | Fidan Hüseynova  | I Wanna Be Like You             | 16               | 47               |
| 2019–2020 | Није учествовала | Није учествовала                | Није учествовала | Није учествовала |
| 2021      | Sona Azizova     | One of Those Days               | 5                | 151              |
| 2022–2024 | Није учествовала | Није учествовала                | Није учествовала | Није учествовала |
| 2025      |                  |                                 |                  |                  |

## Историја гласања
Азербејџан је највише поена дала...
| Ранг | Држава     | Бодови |
| ---- | ---------- | ------ |
| 1    | Грузија    | 16     |
| 2    | Русија     | 14     |
| =    | Украјина   | 14     |
| 3    | Белорусија | 13     |
| =    | Молдавија  | 13     |
| 4    | Албанија   | 12     |
| 5    | Холандија  | 11     |

Азербејџан је добила највише поена од...
| Ранг | Држава    | Бодови |
| ---- | --------- | ------ |
| 1    | Грузија   | 18     |
| 2    | Украјина  | 15     |
| 3    | Албанија  | 10     |
| =    | Русија    | 10     |
| =    | Шведска   | 10     |
| 4    | Малта     | 6      |
| =    | Холандија | 6      |
| 5    | Молдавија | 3      |